# Lemniscata di Booth

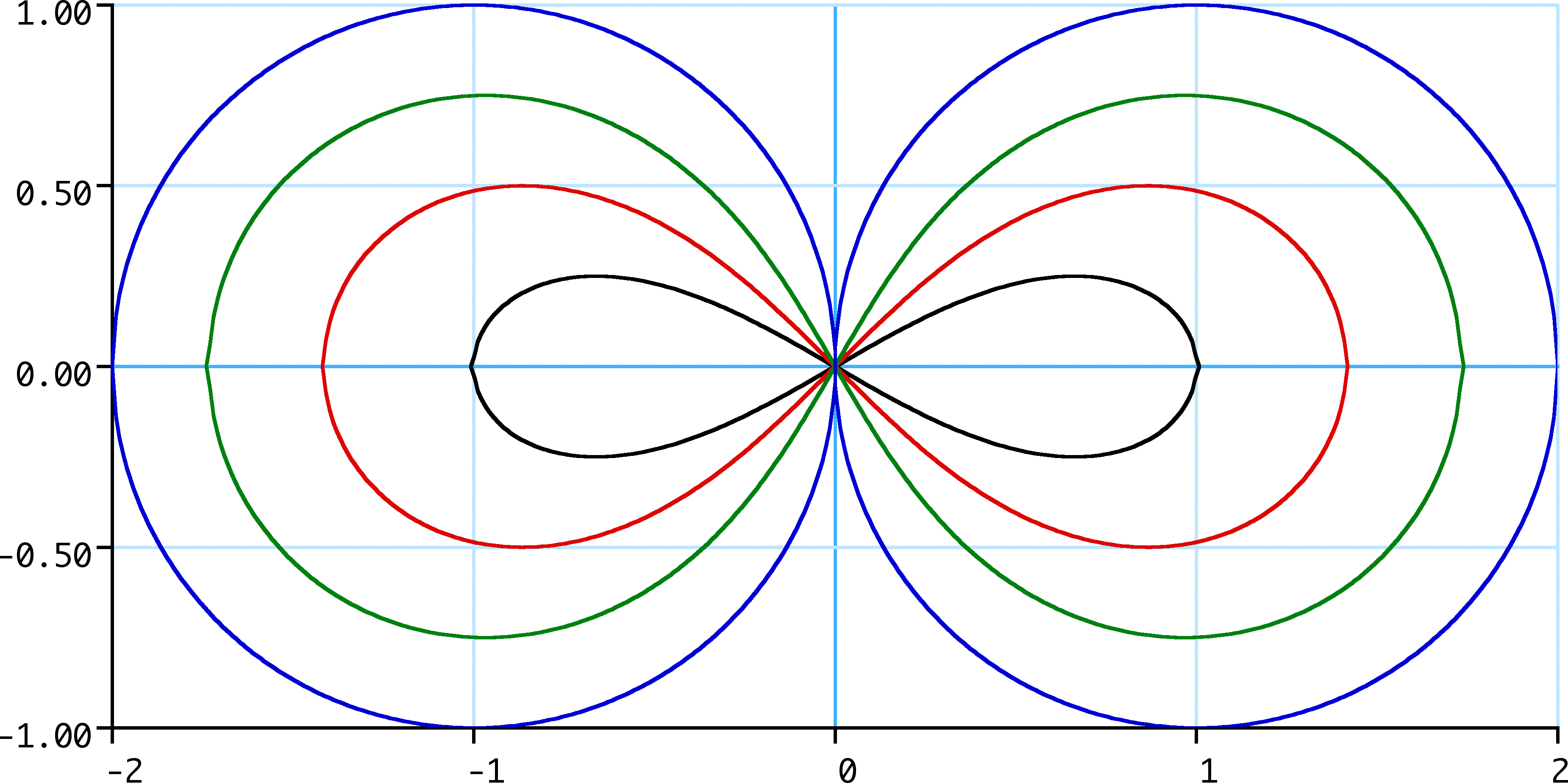
Lemniscata di Booth con c = 0,25, 0,5, 0,75, e 1

In geometria algebrica la lemniscàta di Booth, anche chiamata Ippopede di Proclo è una curva algebrica di quarto grado con equazione
{\displaystyle (x^{2}+y^{2})^{2}+4y^{2}=4c(x^{2}+y^{2})\;}
Ha un punto doppio nell'origine, e due altri punti doppi all'infinito nel piano complesso proiettato.
Quando c > 1, consiste di un singolo ovale reale e quando 0 < c < 1 forma una lemniscata, cioè una curva a forma di otto. Quando c = 1 la curva si riduce a due circonferenze tangenti, mentre quando c < 0 la figura non ha punti reali.
Prende il nome di James Booth, matematico irlandese naturalizzato britannico, che ne studiò le proprietà.

## Confronto con l'equazione dell'ippopede
{\displaystyle (x^{2}+y^{2})^{2}=cx^{2}+dy^{2}}
È facile notare che questa curva è un caso particolare della formula dell'ippopede.